# Amroha
Amroha es una ciudad de la India, se encuentra ubicada en el estado de Uttar Pradesh, perteneciendo al distrito de Amroha.

## Descripción
Esta ciudad se encuentra al oeste de Moradabad, se conecta con ella por el servicio de ferrocarril y por la carretera nacional Nº24, de igual manera lo hace con  Nueva Delhi, es la sede administrativa del distrito de Jyotiba Phule Nagar. De acuerdo al censo del año 2001, la ciudad contaba con 164.890 habitantes (86.836 varones y 78.054 mujeres). En la India es conocida por la producción de mango, por la calidad y por la cantidad de variedades, otro de los productos destacables de esta ciudad es la caña de azúcar y la cerámica, además se fabrican telas de algodón.